# Hluboček (přítok Bystřice)
Hluboček je horský potok, který pramení nad zaniklými vesnicemi Varhošť a Jestřabí pod kopcem Strážisko v pohoří Oderské vrchy (subprovincie pohoří Nízký Jeseník) ve vojenském újezdu Libavá (okres Olomouc, Olomoucký kraj). Je přítokem řeky Bystřice (přítok řeky Moravy) do které se vlévá zleva v Hlubočkách. Horní a střední část toku si zachovávají svůj „divoký“ horský charakter a protékají neobydlenými oblastmi vojenského prostoru a jsou bez povolení pro veřejnost nepřístupné. Dolní část toku je stavebními úpravami regulovaná.

## Další informace
Pramen se nachází přibližně 360 metrů od silnice z Mrskles do zaniklé vesnice Velká Střelná, poblíže polní tankové cesty. Teče přibližně západním směrem přes zaniklé Jestřabí, údolím Hluboký žleb (mezi kopci U kamenné boudy a Strážná), kde na konci tohoto údolí (za lokalitou U Staré hájenky) opouští vojenský újezd Libavá. Dále potok protéká Hlubočkami. Nejprve údolím a chatovou osadou Suchý žleb kolem Koupaliště Hlubočky (Na kulatém) a pak údolím s ulicí Náměstí družby a s bobovou dráhou ve Ski areálu Hlubočky. Dále tok podtéká silnici (ulice Olomoucká) a železnici a vlévá se zleva do řeky Bystřice (přítok Moravy, povodí Dunaje, úmoří Černého moře). Hluboček má také několik bezejmenných přítoků.
Délka potoka je cca 5,3 km.
Obec Hlubočky má také povodňový plán, který se zaměřuje také na potok Hluboček.
Obvykle jedenkrát ročně může být celý potok Hluboček a jeho okolí přístupné veřejnosti v rámci cyklo-turistické akce Bílý kámen.
Pramen potoka Hluboček je vzdušnou čarou cca 480 m od pramene Varhošťského potoka (přítok říčky Olešnice).

## Galerie

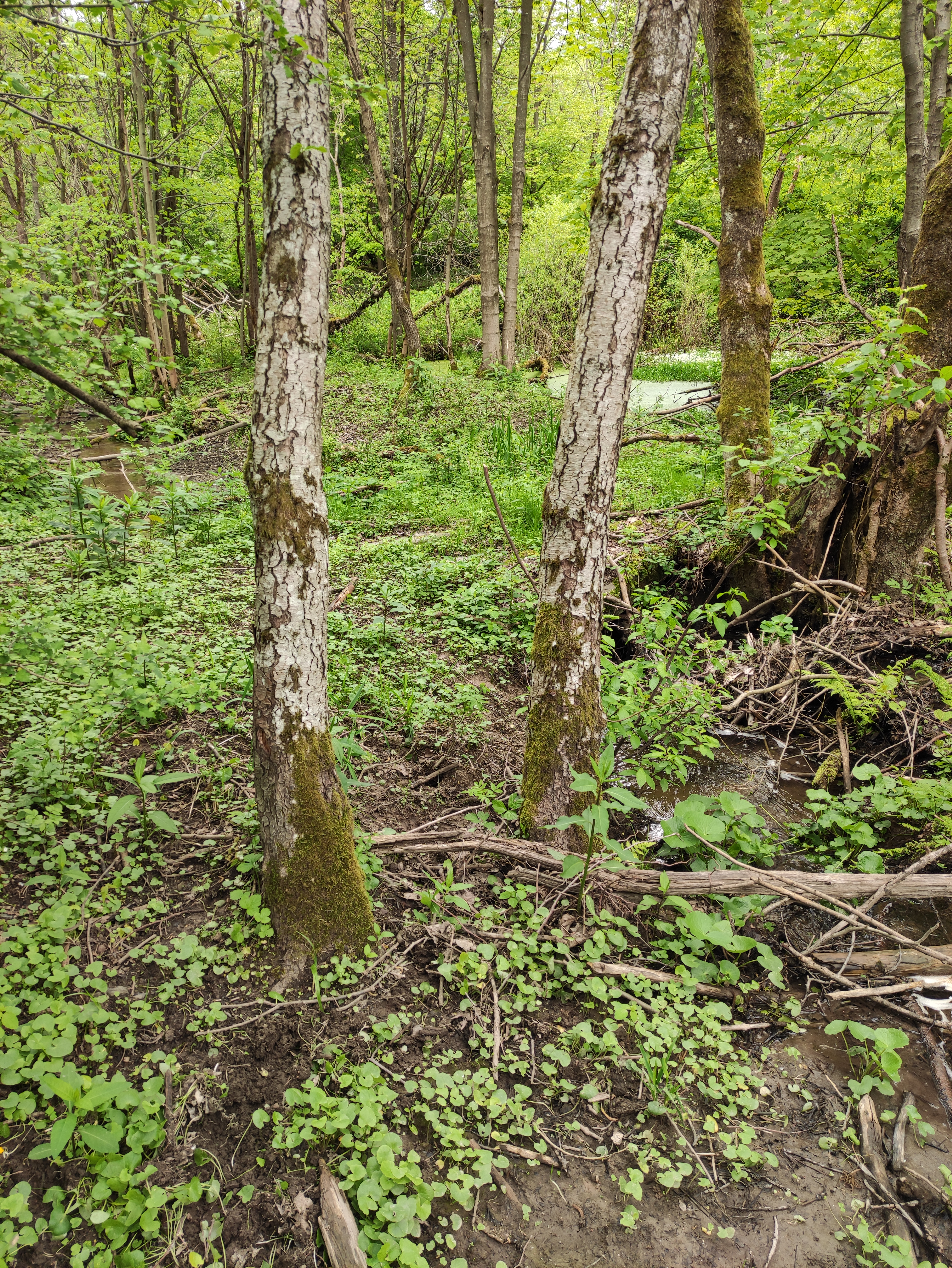
Potok Hluboček v Jestřabí
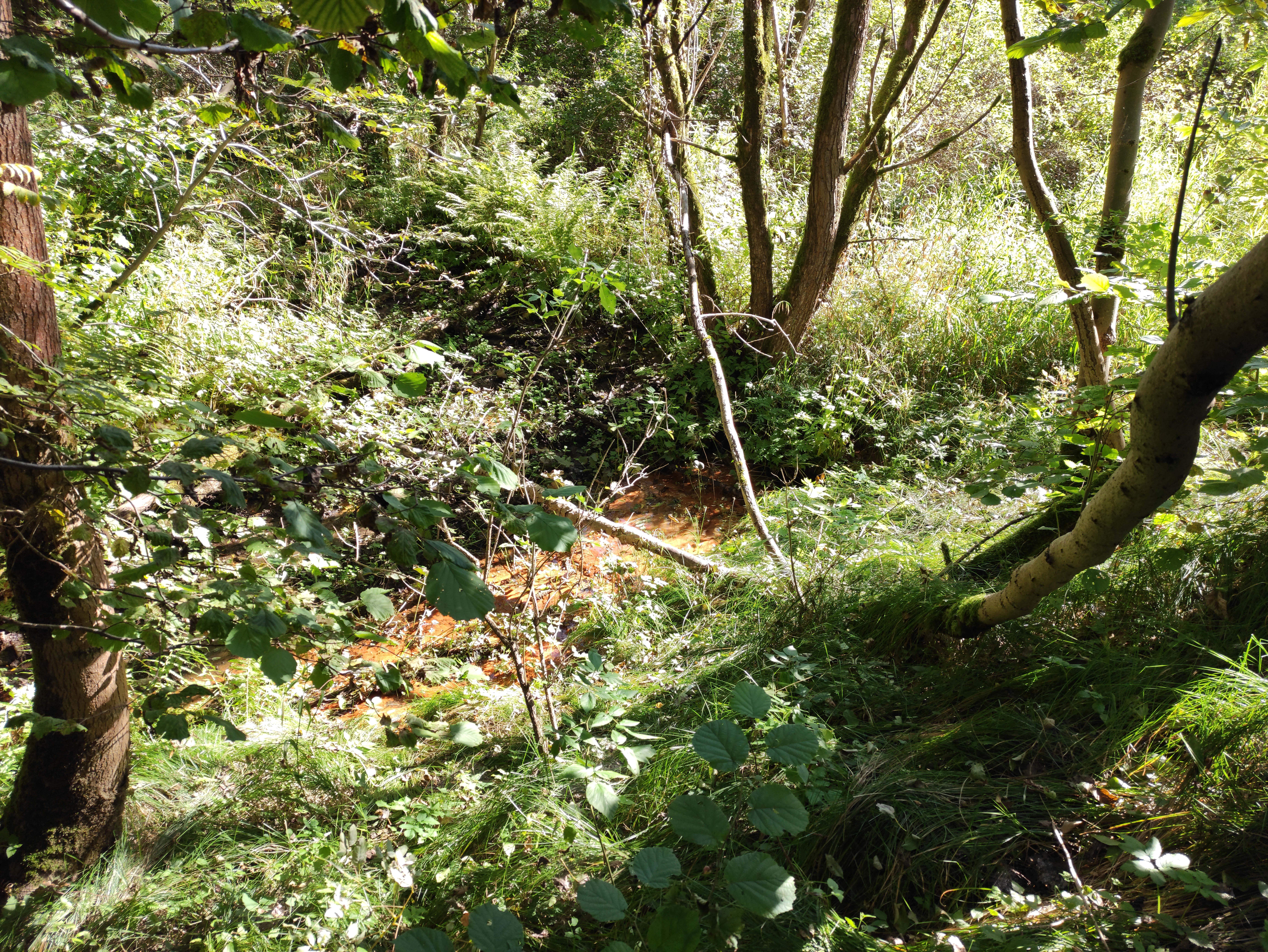
Potok Hluboček v Jestřabí
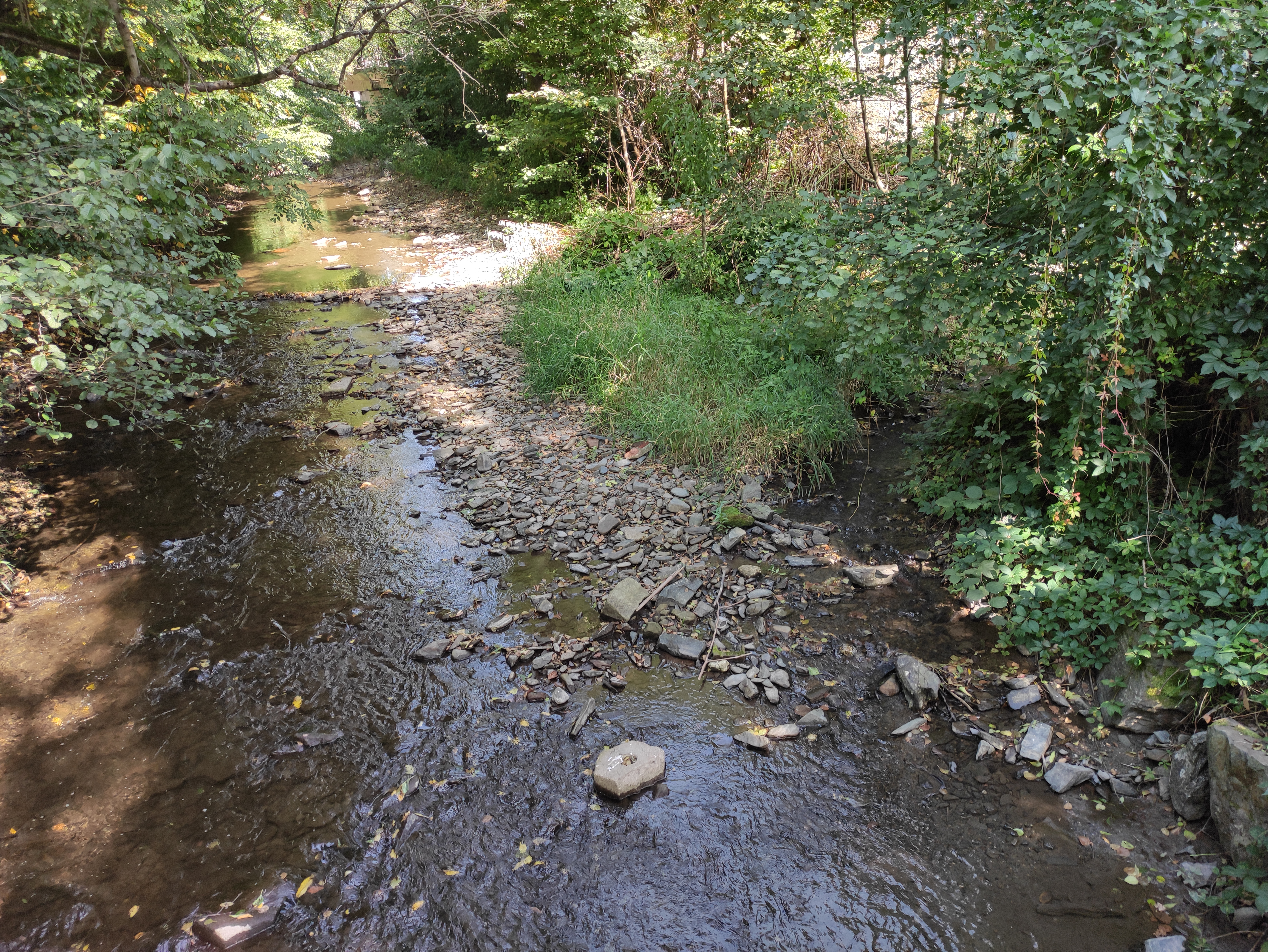
Hlubočky, soutok potoka Hluboček a řeky Bystřice